# 室溫超導體
室溫超導體又稱常溫超導體（Room-temperature superconductor），是指可以在高於0°C的溫度有超导现象的材料。相較於其他的超導體，室溫超導體的條件是日常較容易達到的工作條件。截至2020年，最高溫的超導體是超高壓的含碳硫化氢系统，壓力267 GPa，其臨界溫度為+15°C。
在常壓下的最高溫超導體是高溫超導體銅氧化物（cuprates），在138 K（−135 °C）的溫度下有超导现象。
之往有許多的研究者曾懷疑室溫超導體是否可能實現，不過超導的溫度一再提高，其中也有許多是以往沒有預期到，或是以往認為不可能的溫度。
早在1950年代就有人提出在「接近室溫」下出現的超导现象。若可以找到室溫超導體，可解決全世界能耗問題、開發速度更快的電腦、用在先進的儲存裝置、超靈敏的感測器，以及許多其他的可能性。

## 研发历史
2020年，在美国羅徹斯特大學工作的兰加·迪亚斯宣布自己首次发现了室温超导体，但最终其论文因数据处理方法受到质疑而于2022年被撤稿，随后其于2023年3月发表了第二篇室温超导论文来宣布已制出了近常压室温超导体，但该论文于同年11月被撤稿，原因是论文数据可靠性不足，同年度羅徹斯特大學就该学者的学术问题展开调查，并于2024年4月最终披露了对迪亚斯学术不端行为的调查报告，指出迪亚斯存在学术造假，2024年11月，羅徹斯特大學证实此人已离职。
2023年7月23日，来自韩国科学技术研究院（KIST）的量子能源研究中心的韩国团队在arXiv预印本服务器上发布了一篇名为“The First Room-Temperature Ambient-Pressure Superconductor”（首个室温常压超导体）的论文，描述了他们称之为LK-99的新型室温超导体。 该论文还伴随着arXiv上的姊妹论文， 一篇韩国期刊上的论文 以及一项专利申请。 多位专家对此表示怀疑，牛津材料科学教授Susannah Speller表示，“目前还为时过早，我们还没有得到这些样本超导性的有力证据”，因为缺乏超导性的明确标志，如磁场响应和热容量。其他专家也对数据可能被“实验过程中的错误和LK-99样本的缺陷”解释表示担忧，一位科学家质疑了研究人员使用的理论模型。